# جولیا پیاتون
جولیا پیاتون (انگلیسی: Julia Piaton؛ زادهٔ ۲۹ ژانویهٔ ۱۹۸۵) بازیگر اهل فرانسه است.
از فیلم‌ها یا برنامه‌های تلویزیونی که وی در آنها نقش داشه‌است می‌توان به سیتادل: دیانا، عروسی‌های سریال (بد)، عروسی‌های سریال (بد) ۲ اشاره کرد.